# 大阪府第9区
大阪府第9区（おおさかふだい9く）は、日本の衆議院議員総選挙における選挙区。1994年（平成6年）の公職選挙法改正で設置。

## 区域

### 現在の区域
2022年（令和4年）公職選挙法改正以降の区域は以下のとおりである。2022年の区割変更により、池田市は8区に編入された。
- 茨木市
- 箕面市
- 豊能郡

### 2022年以前の区域
1994年（平成6年）公職選挙法改正から2022年の小選挙区改定までの区域は以下のとおりである。
- 池田市
- 茨木市
- 箕面市
- 豊能郡

中選挙区制時代は旧3区に属していた。

## 歴史
都市部・住宅地が多いとあって無党派層が多く、時々の情勢に左右されやすい。選挙においては、追い風が吹いた候補者が当選し、向かい風が吹いた候補者が落選している。
1996年の第41回衆議院議員総選挙では、新進党ブームで新人の西田猛が、15選を目指した自由民主党の原田憲を破り初当選を果たした。
2000年の第42回衆議院議員総選挙では、保守党退潮で、西田が民主党新人の大谷信盛に敗れ、落選となった。
2003年の第43回衆議院議員総選挙では、民主党現職の大谷が再選し、自由民主党所属となった西田は比例復活で再選を果たし国政復帰となった。
2005年の第44回衆議院議員総選挙では、自由民主党の小泉旋風の勢いで西田が大谷の比例復活を許さず3回目の当選を果たした。
2006年には西田が死去したことに伴い、同年10月に公職選挙法の規定により補欠選挙が行われ、原田憲の長男である自由民主党の原田憲治が国政復帰を目指した大谷を破り初当選を果たした。
2009年の第45回衆議院議員総選挙では、民主党による政権交代の勢いで大谷が原田憲治の比例復活を許さず、3回目の当選と国政復帰を果たした。また、みんなの党は比例近畿ブロックで議席を獲得できる票を得たが、同区に擁立した候補者が有効投票総数の10%を得られなかったため議席を失った。
2012年の第46回衆議院議員総選挙では、大阪における維新の会の躍進で新人の足立康史が初当選を果たし、原田憲治は比例復活で再選と国政復帰を果たした一方で、大谷は比例復活できず落選となった。大谷は以後の選挙には立候補していない。
2014年の第47回衆議院議員総選挙と2017年の第48回衆議院議員総選挙では、自由民主党のアベノミクスブームで原田憲治が小選挙区で3選と4選を、足立が比例復活で再選と3選をそれぞれ果たした。
2021年の第49回衆議院議員総選挙では、2012年の第46回以来となる大阪における日本維新の会の躍進で足立が圧勝する形で4選を果たし、原田は自民党の規約に基づき73歳以上で比例重複立候補ができないことから落選し、2009年の第45回以来12年ぶりに比例復活で当選した候補はいなくなった。
2024年6月、維新は同年4月の東京15区補欠選挙の期間中、足立が維新陣営の機関紙配布について「公職選挙法に抵触する恐れがある」などとSNS上で投稿したことを巡り、「党内で正当な手続きをとることなく、党を批判した」として党員資格停止6カ月の処分を決めた。資格停止中の同年10月に実施された第50回衆議院議員総選挙で足立は当初無所属で立候補を目指すとしていたが、維新が別の公認候補を擁立する方針を示したことを受け、政界引退を表明。足立はその後、同区の自民党新人の演説会場で登壇した他、他の区の公明党前職の街頭演説に参加し、「維新はいらない」と述べるなどした。投開票の結果、9区では維新が擁立した前茨木市議会議員の萩原佳が他の重複候補の比例復活を阻止して初当選を果たした。

## 小選挙区選出議員
| 選挙名                   | 年     | 当選者   | 党派         | 備考                |
| ------------------------ | ------ | -------- | ------------ | ------------------- |
| 第41回衆議院議員総選挙   | 1996年 | 西田猛   | 新進党       |                     |
| 第42回衆議院議員総選挙   | 2000年 | 大谷信盛 | 民主党       |                     |
| 第43回衆議院議員総選挙   | 2003年 | 大谷信盛 | 民主党       |                     |
| 第44回衆議院議員総選挙   | 2005年 | 西田猛   | 自由民主党   |                     |
| 第44回衆議院議員補欠選挙 | 2006年 | 原田憲治 | 自由民主党   | ※西田猛の死去に伴う |
| 第45回衆議院議員総選挙   | 2009年 | 大谷信盛 | 民主党       |                     |
| 第46回衆議院議員総選挙   | 2012年 | 足立康史 | 日本維新の会 |                     |
| 第47回衆議院議員総選挙   | 2014年 | 原田憲治 | 自由民主党   |                     |
| 第48回衆議院議員総選挙   | 2017年 | 原田憲治 | 自由民主党   |                     |
| 第49回衆議院議員総選挙   | 2021年 | 足立康史 | 日本維新の会 |                     |
| 第50回衆議院議員総選挙   | 2024年 | 萩原佳   | 日本維新の会 |                     |

## 選挙結果
時の内閣：第1次石破内閣 解散日：2024年10月9日 公示日：2024年10月15日
当日有権者数：37万1440人 最終投票率：54.79%（前回比：4.29%） （全国投票率：53.85%（2.08%））
| 当落 | 候補者名   | 年齢 | 所属党派     | 新旧 | 得票数   | 得票率 | 惜敗率 | 推薦・支持                                           | 重複 |
| ---- | ---------- | ---- | ------------ | ---- | -------- | ------ | ------ | ---------------------------------------------------- | ---- |
| 当   | 萩原佳     | 47   | 日本維新の会 | 新   | 84,068票 | 42.56% | ――     |                                                      | ○    |
|      | 東田淳平   | 41   | 自由民主党   | 新   | 62,170票 | 31.48% | 73.95% | 公明党推薦                                           | ○    |
|      | 長崎由美子 | 68   | 社会民主党   | 新   | 27,617票 | 13.98% | 32.85% | 日本共産党大阪府委員会推薦、立憲民主党大阪府連合支持 | ○    |
|      | 片岡真     | 33   | 参政党       | 新   | 19,690票 | 9.97%  | 23.42% |                                                      |      |
|      | 磯部和哉   | 52   | 無所属       | 新   | 3,962票  | 2.01%  | 4.71%  |                                                      | ×    |

- 足立は維新の党員資格停止中であったため出馬を辞退。その後、第27回参議院議員通常選挙では国民民主党に移籍し比例区から立候補し当選。

時の内閣：第1次岸田内閣 解散日：2021年10月14日 公示日：2021年10月19日
当日有権者数：45万6232人 最終投票率：59.08%（前回比：7.22%） （全国投票率：55.93%（2.25%））
| 当落 | 候補者名 | 年齢 | 所属党派     | 新旧 | 得票数    | 得票率 | 惜敗率 | 推薦・支持                               | 重複 |
| ---- | -------- | ---- | ------------ | ---- | --------- | ------ | ------ | ---------------------------------------- | ---- |
| 当   | 足立康史 | 56   | 日本維新の会 | 前   | 133,146票 | 50.35% | ――     |                                          | ○    |
|      | 原田憲治 | 73   | 自由民主党   | 前   | 83,776票  | 31.68% | 62.92% | 公明党推薦                               |      |
|      | 大椿裕子 | 48   | 社会民主党   | 新   | 42,165票  | 15.94% | 31.67% | れいわ新選組・日本共産党大阪府委員会推薦 | ○    |
|      | 磯部和哉 | 49   | 無所属       | 新   | 5,369票   | 2.03%  | 4.03%  |                                          | ×    |

- 大椿は第25回参議院議員通常選挙・第26回参議院議員通常選挙では比例区から立候補したが落選。その後、2023年に第25回選出の吉田忠智が大分県選挙区補欠選挙への立候補による議員辞職に伴い繰り上げ当選。

時の内閣：第3次安倍第3次改造内閣 解散日：2017年9月28日 公示日：2017年10月10日
当日有権者数：45万3014人 最終投票率：51.86%（前回比：2.37%） （全国投票率：53.68%（1.02%））
| 当落 | 候補者名 | 年齢 | 所属党派     | 新旧 | 得票数   | 得票率 | 惜敗率 | 推薦・支持                                 | 重複 |
| ---- | -------- | ---- | ------------ | ---- | -------- | ------ | ------ | ------------------------------------------ | ---- |
| 当   | 原田憲治 | 69   | 自由民主党   | 前   | 93,475票 | 40.73% | ――     | 公明党推薦                                 | ○    |
| 比当 | 足立康史 | 52   | 日本維新の会 | 前   | 91,438票 | 39.84% | 97.82% |                                            | ○    |
|      | 服部良一 | 67   | 社会民主党   | 元   | 44,589票 | 19.43% | 47.70% | 日本共産党・立憲民主党・自由党大阪府連推薦 | ○    |

- 服部は第45回、46回は比例近畿ブロック単独、47回は大阪府第8区で立候補した。第26回参議院議員通常選挙に東京都選挙区から立候補したが落選。

時の内閣：第2次安倍改造内閣 解散日：2014年11月21日 公示日：2014年12月2日
当日有権者数：43万9169人 最終投票率：54.23% （全国投票率：52.66%（6.66%））
| 当落 | 候補者名   | 年齢 | 所属党派   | 新旧 | 得票数   | 得票率 | 惜敗率 | 推薦・支持 | 重複 |
| ---- | ---------- | ---- | ---------- | ---- | -------- | ------ | ------ | ---------- | ---- |
| 当   | 原田憲治   | 66   | 自由民主党 | 前   | 95,667票 | 41.33% | ――     | 公明党推薦 | ○    |
| 比当 | 足立康史   | 49   | 維新の党   | 前   | 91,400票 | 39.48% | 95.54% |            | ○    |
|      | 垣田千恵子 | 71   | 日本共産党 | 新   | 31,165票 | 13.46% | 32.58% |            |      |
|      | 辻恵       | 66   | 無所属     | 元   | 13,264票 | 5.73%  | 13.86% |            | ×    |

- 辻は第43回・44回は大阪府第3区で活動。第45回・46回は大阪府第17区で活動。第49回は兵庫県第8区かられいわ新選組公認で立候補したが落選。

第26回参議院議員通常選挙では比例区から立候補したが落選。
時の内閣：野田第3次改造内閣 解散日：2012年11月16日 公示日：2012年12月4日 （全国投票率：59.32%（9.96%））
| 当落 | 候補者名 | 年齢 | 所属党派     | 新旧 | 得票数    | 得票率 | 惜敗率 | 推薦・支持   | 重複 |
| ---- | -------- | ---- | ------------ | ---- | --------- | ------ | ------ | ------------ | ---- |
| 当   | 足立康史 | 47   | 日本維新の会 | 新   | 104,015票 | 39.83% | ――     |              | ○    |
| 比当 | 原田憲治 | 64   | 自由民主党   | 元   | 89,671票  | 34.34% | 86.21% | 公明党推薦   | ○    |
|      | 大谷信盛 | 50   | 民主党       | 前   | 46,550票  | 17.83% | 44.75% | 国民新党推薦 | ○    |
|      | 末武和美 | 66   | 日本共産党   | 新   | 20,891票  | 8.00%  | 20.08% |              |      |

時の内閣：麻生内閣 解散日：2009年7月21日 公示日：2009年8月18日 （全国投票率：69.28%（1.77%））
| 当落 | 候補者名 | 年齢 | 所属党派   | 新旧 | 得票数    | 得票率 | 惜敗率 | 推薦・支持 | 重複 |
| ---- | -------- | ---- | ---------- | ---- | --------- | ------ | ------ | ---------- | ---- |
| 当   | 大谷信盛 | 46   | 民主党     | 元   | 150,452票 | 51.00% | ――     |            | ○    |
|      | 原田憲治 | 61   | 自由民主党 | 前   | 97,902票  | 33.19% | 65.07% |            | ○    |
|      | 村上弘充 | 63   | 日本共産党 | 新   | 24,281票  | 8.23%  | 16.14% |            |      |
|      | 吉野宏一 | 42   | みんなの党 | 新   | 16,736票  | 5.67%  | 11.12% |            | ○    |
|      | 藤木利恵 | 35   | 幸福実現党 | 新   | 5,634票   | 1.91%  | 3.74%  |            |      |

- 吉野は有効投票総数の10%を獲得すれば比例復活となるはずだったが及ばず、当選資格を失った。

当日有権者数：人　最終投票率：%

| 当落 | 候補者名 | 年齢 | 所属党派   | 新旧 | 得票数    | 得票率 | 推薦・支持 |
| ---- | -------- | ---- | ---------- | ---- | --------- | ------ | ---------- |
| 当   | 原田憲治 | 58   | 自由民主党 | 新   | 111,226票 | 50.23% |            |
|      | 大谷信盛 | 43   | 民主党     | 元   | 92,424票  | 41.74% |            |
|      | 藤木邦顕 | 48   | 日本共産党 | 新   | 17,774票  | 8.03%  |            |

時の内閣：第2次小泉改造内閣 解散日：2005年8月8日 公示日：2005年8月30日 （全国投票率：67.51%（7.65%））
| 当落 | 候補者名 | 年齢 | 所属党派   | 新旧 | 得票数    | 得票率 | 惜敗率 | 推薦・支持 | 重複 |
| ---- | -------- | ---- | ---------- | ---- | --------- | ------ | ------ | ---------- | ---- |
| 当   | 西田猛   | 50   | 自由民主党 | 前   | 142,243票 | 50.55% | ――     |            | ○    |
|      | 大谷信盛 | 42   | 民主党     | 前   | 111,809票 | 39.73% | 78.60% |            | ○    |
|      | 榎並憲治 | 53   | 日本共産党 | 新   | 27,347票  | 9.72%  | 19.23% |            |      |

時の内閣：第1次小泉第2次改造内閣 解散日：2003年10月10日 公示日：2003年10月28日 （全国投票率：59.86%（2.63%））
| 当落 | 候補者名   | 年齢 | 所属党派   | 新旧 | 得票数   | 得票率 | 惜敗率 | 推薦・支持 | 重複 |
| ---- | ---------- | ---- | ---------- | ---- | -------- | ------ | ------ | ---------- | ---- |
| 当   | 大谷信盛   | 40   | 民主党     | 前   | 97,572票 | 41.86% | ――     |            | ○    |
| 比当 | 西田猛     | 48   | 自由民主党 | 元   | 93,662票 | 40.18% | 95.99% |            | ○    |
|      | 藤木邦顕   | 45   | 日本共産党 | 新   | 21,491票 | 9.22%  | 22.03% |            |      |
|      | 永田義和   | 31   | 無所属     | 新   | 10,678票 | 4.58%  | 10.94% |            | ×    |
|      | 中北龍太郎 | 56   | 社会民主党 | 新   | 9,705票  | 4.16%  | 9.95%  |            | ○    |

時の内閣：第1次森内閣 解散日：2000年6月2日 公示日：2000年6月13日 （全国投票率：62.49%（2.84%））
| 当落 | 候補者名 | 年齢 | 所属党派   | 新旧 | 得票数   | 得票率 | 惜敗率 | 推薦・支持 | 重複 |
| ---- | -------- | ---- | ---------- | ---- | -------- | ------ | ------ | ---------- | ---- |
| 当   | 大谷信盛 | 37   | 民主党     | 新   | 82,563票 | 36.53% | ――     |            | ○    |
|      | 西田猛   | 44   | 保守党     | 前   | 65,469票 | 28.97% | 79.30% |            |      |
|      | 藤木邦顕 | 42   | 日本共産党 | 新   | 38,262票 | 16.93% | 46.34% |            | ○    |
|      | 木本保平 | 56   | 無所属     | 新   | 23,071票 | 10.21% | 27.94% |            | ×    |
|      | 松下陽一 | 63   | 無所属     | 新   | 8,619票  | 3.81%  | 10.44% |            | ×    |
|      | 和田敏   | 48   | 自由連合   | 新   | 8,039票  | 3.56%  | 9.74%  |            |      |

- 木本は2012年に執行された茨木市長選挙に立候補し、当選。

時の内閣：第1次橋本内閣 解散日：1996年9月27日 公示日：1996年10月8日 （全国投票率：59.65%（8.11%））
| 当落 | 候補者名   | 年齢 | 所属党派   | 新旧 | 得票数   | 得票率 | 惜敗率 | 推薦・支持 | 重複 |
| ---- | ---------- | ---- | ---------- | ---- | -------- | ------ | ------ | ---------- | ---- |
| 当   | 西田猛     | 41   | 新進党     | 新   | 72,267票 | 33.42% | ――     |            |      |
|      | 原田憲     | 77   | 自由民主党 | 前   | 59,817票 | 27.66% | 82.77% |            | ○    |
|      | 小林ひとみ | 48   | 日本共産党 | 新   | 43,316票 | 20.03% | 59.94% |            |      |
|      | 大谷信盛   | 33   | 民主党     | 新   | 34,177票 | 15.81% | 47.29% |            | ○    |
|      | 柏本景司   | 44   | 新社会党   | 新   | 6,647票  | 3.07%  | 9.20%  |            | ○    |